# Benjamín Paredes Aponte
Benjamín Paredes es un organista mexicano. 
Es organista del órgano monumental de la Insigne y Nacional Basílica de Santa María de Guadalupe.
Realizó sus estudios de en la Facultad de Música de la UNAM, bajo la guía del organista mexicano Rodrigo Treviño.
Fue el primer estudiante de órgano en efectuar su examen profesional en el órgano monumental de la Insigne y Nacional Basílica de Santa María de Guadalupe.
Entre sus maestros de órgano también se encuentran José Francisco Álvarez y de clavecín con Eunice Padilla. En España donde recibió clases magistrales impartidas por Roberto Fresco y Juan de la Rubia.
Durante la Visita del Papa Francisco a México en 2014 fue organista oficial de la Misa celebrada en la Insigne y Nacional Basílica de Santa María de Guadalupe.
Ha participado en festivales internacionales entre ellos el Festival Internacional de Órgano “Guillermo Pinto Reyes” en Guanajuato, Festival Internacional Quimera en Toluca, Festival de Órgano de Santa Prisca en Taxco y en el Festival Internacional de la Ciudad de México.